# Jerzmanowo (Wrocław)
Jerzmanowo (niem. Herrmannsdorf) – osiedle w południowo-zachodniej części Wrocławia, w dawnej dzielnicy Fabryczna. W granicach miasta od 1 stycznia 1973. Obecnie część osiedla Jerzmanowo-Jarnołtów-Strachowice-Osiniec.

## Historia
Wieś wzmiankowana po raz pierwszy jako Gezmanouo w 1245, potem raz jeszcze w 1253 przy okazji nadania wrocławskiemu szpitalowi krzyżowców od św. Macieja dziesięciny ze wsi Jerzmanów. W XVIII wieku były tu dwa majątki, z których jeden z kościołem katolickim, plebanią, szkołą i karczmą i 12 gospodarstwami należał do komandorii joannitów Bożego Ciała we Wrocławiu (aż do sekularyzacji w 1810), a drugi z kościołem ewangelickim i szkołą był w rękach prywatnych. W połowie XIX wieku było tam ok. 800 mieszkańców i nadal dwa majątki.
W latach 1954–1972 wieś Jerzmanowo należała i była siedzibą władz gromady Jerzmanowo. 

## Zabytki
Do wojewódzkiego rejestru zabytków wpisane są:
- kościół pw. św. Jadwigi, pomocniczy, ul. Jerzmanowska 87, z pierwszej poł. XIV w., XV w., 1706 r.
- cmentarz kościelny
- kościół ewangelicki, obecnie rzym.-kat. par. pw. NMP Królowej Polski, ul. Jerzmanowska 83, 1880 r.

## Galeria

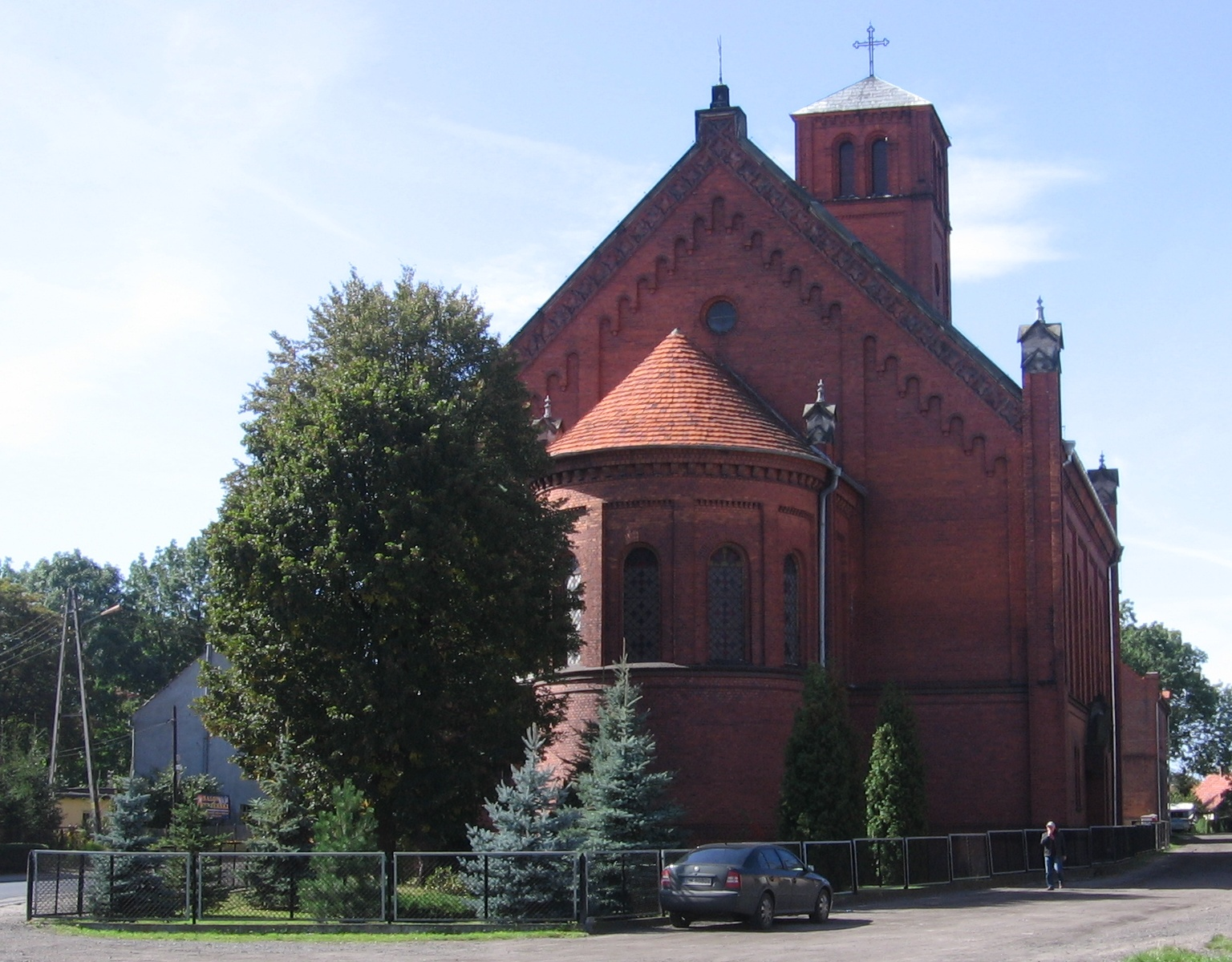
Kościół pw. NMP Królowej Polski, od wschodu
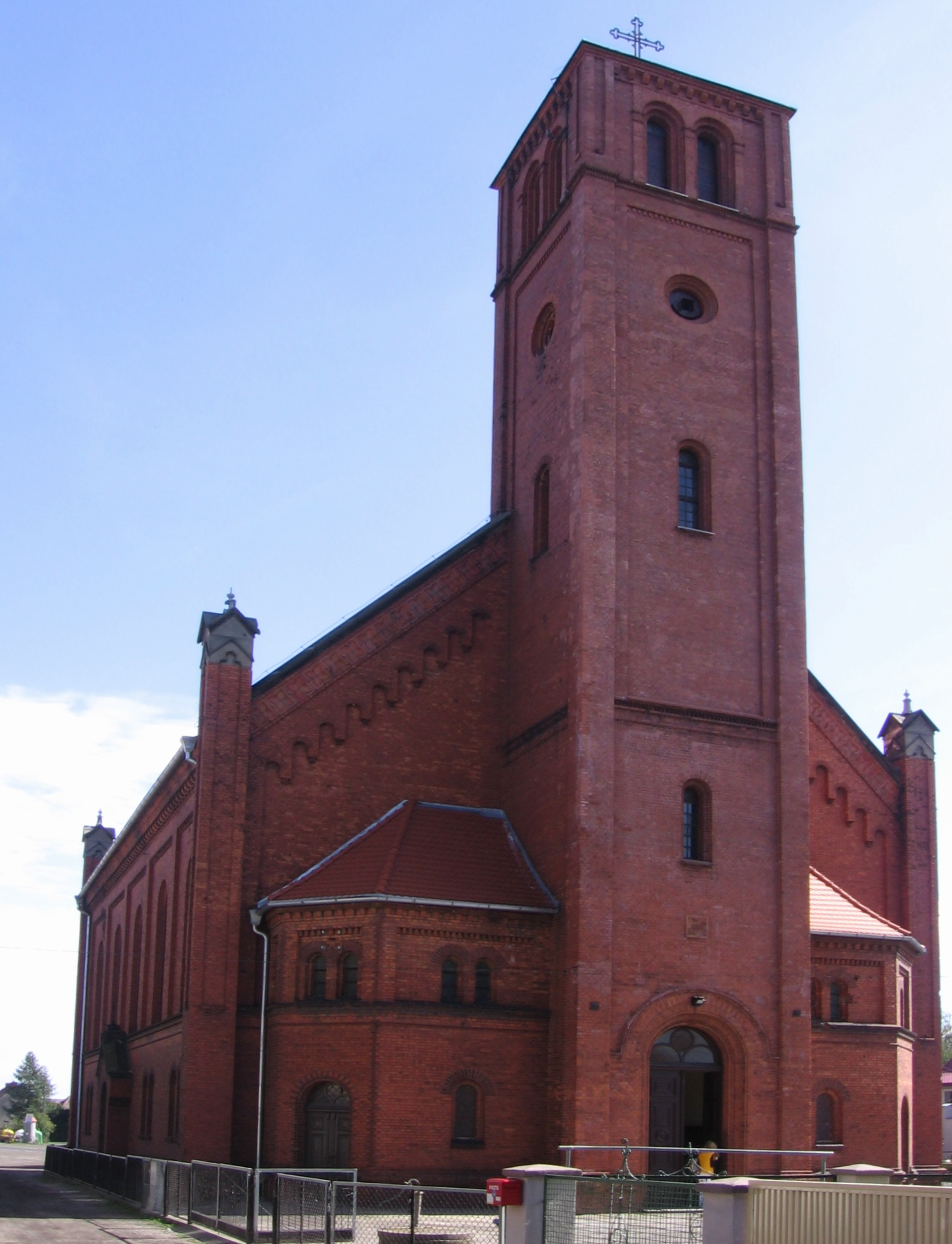
Kościół pw. NMP Królowej Polski, od zachodu
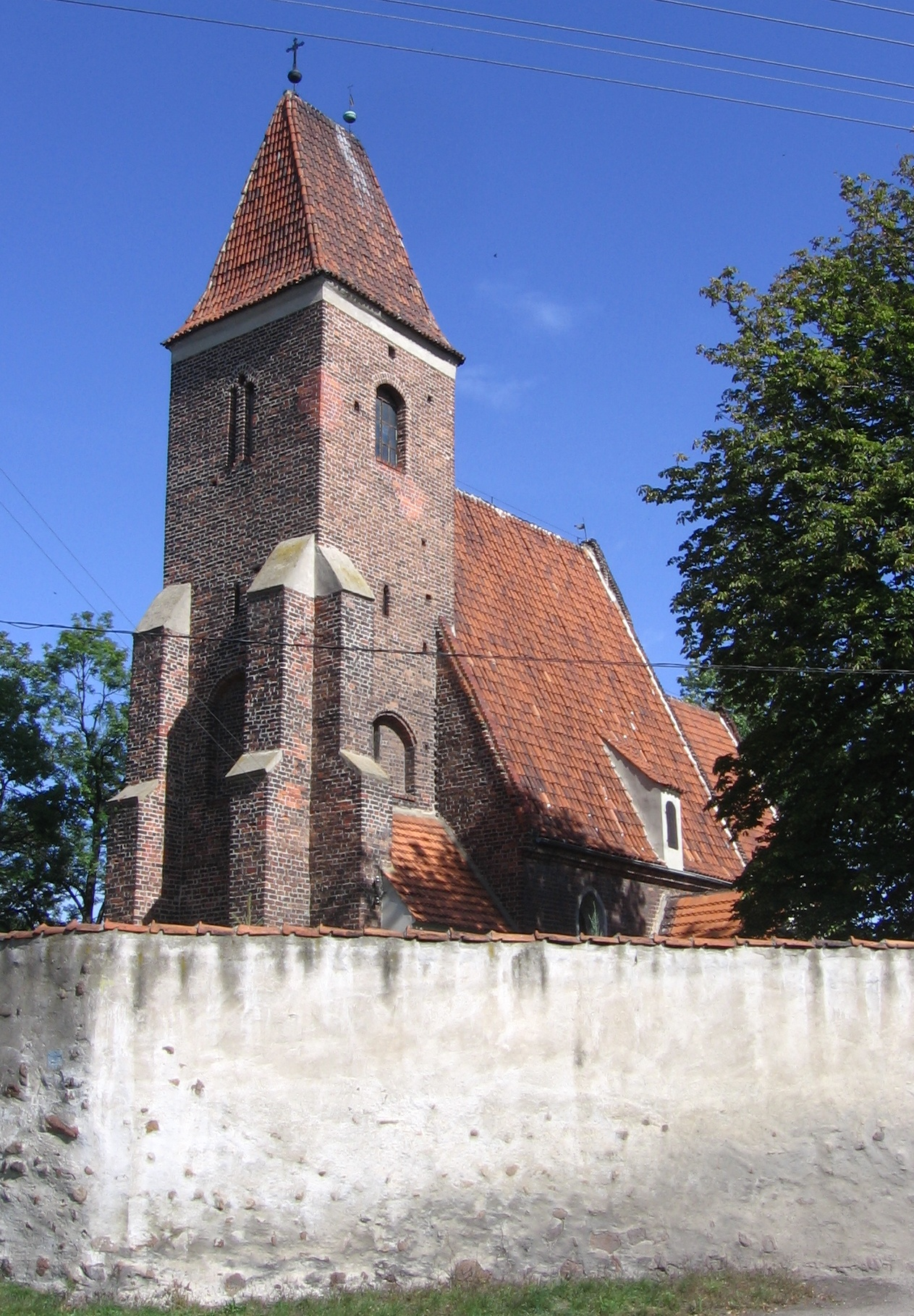
Kościół pw. św. Jadwigi, z XIV w.
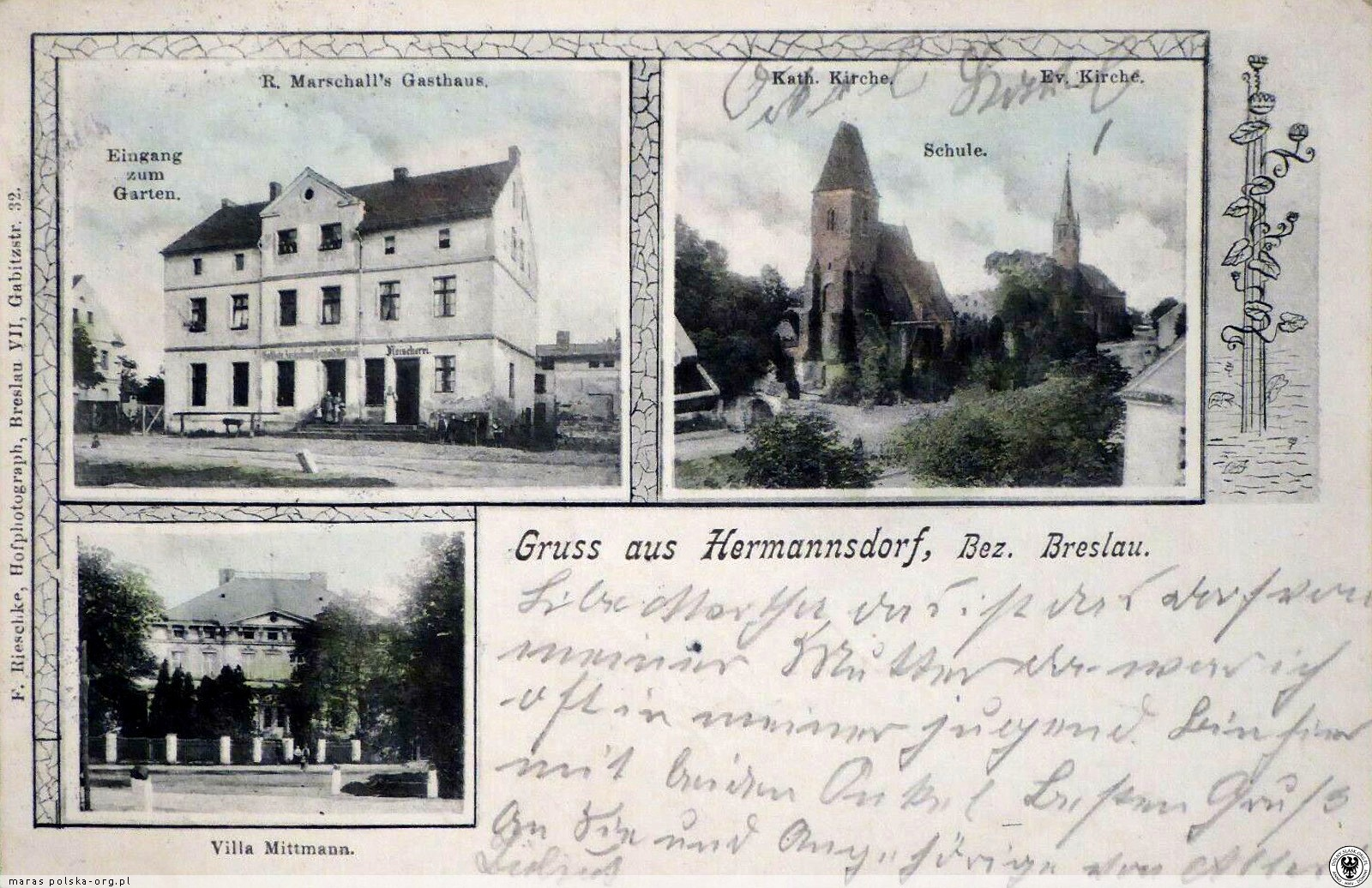
Pocztówka z lat 1900-1905 przedstawiająca Jerzmanowo